# Западносибирска лајка
Западносибирска лајка или ЗСЛ, је раса ловачког пса типа шпиц. Руске публикације указују да се израз западносибирска лајка слободно примењивао на ловачке псе који потичу из области где живе народи Манси и Ханти на Уралу и Западном Сибиру, али није било званичност стандарда или регистрације и раса пса је регистрована тек 1930. године. Даљи развој расе је пореметио Други светски рат, али је систематски узгој настављен након завршетка рата, од 1946. године. Ово је време када је раса почела да добија модеран облик. Пре тога ловци су знали само за манси лајку и ханти лајку. Почетком 1960. многи ловци на Уралу су и даље преферирали термин Манси Лајка, када су говорили о западносибирској лајци. У руском језику термин лајка је настао од речи layat што значи лајати или лајање. Било која ловачка лајка скреће пажњу ловцима тако што фиксира ловину, задржаве је и лаје на њу. То је свестран пас, у зависности од употребе и окружења, али у одређеним деловима Русије, лајке су специјализоване за одређену активност (лов, рад и друго).

## Историја
Лајке личе на псе који су првобитно пратили људе од времена праисторије широм света, све док их нису заменили пси специјализовани за одређени стил лова, култивисане расе. У великим ређе насељеним деловима Русије, овај процес је дошао касније и аутохтони типови лајки и даље су у употреби код ловаца у удаљеним северним и североисточним провинцијама земље.
Крчење шума за потребе пољопривреде и индустријализације у позном 19. и почетком 20. века убрзало је замену лајки другим популарним псима у то време. Руски стручњаци с краја 19. века разликовали су десетине варијетета изворних лајки, од којих је свака била повезана са одређеном етничком групом аутохтоних народа североисточне Европе и Сибира, али ниједна од њих није сматрана чистокрвном и педигреираном. Руси су покушали да спасу неке ловачке лајке од изумирања тако што су их довозили из различитих провинцијских делова Русије у градове европског дела земље и узгајали као чисте расе. Руси су установили четири расе као чистокрвне: карело-финску лајку, руско-европску лајку, западносибирску лајку и источносибирску лајку. Понашање свих паса током лова је углавном слично. Сви они су потомци изворних типова лајки које су селективно изабране са простора великих пространстава и груписане у четири расе, за узгој у одгајивачницама. Од четири расе, западносибирска лајка је постала најпопуларнија и до сада је најбројнија лајка, која је присутна ван Русије.

## Изглед
Лајке припадају северним примитивним расама које су у изгледу и понашању задржале особине дивљег претка, вука. То су пси са шиљатом њушком, благо наглашеног или скоро четвртастог тела и често преовлађују сива или сива помешана са црвеном бојом длаке вука.
Мужјаци имају 56-61 а женке 51–58 cm.
Већина женки западносибирске лајке је скотна једном годишње, обично у фебруару и марту. Први еструс може бити у доби од једне до две и по године. Руски стручњаци не препоручују размножавање лајки докада не напуне најмање две године. Број штенаца по леглу варира од једног до девет, али су најчешће легла од три до седам штенаца. Жене су добре мајке и, ако услови дозвољавају, оне копају јазбину за младунчад, рађају штенце и одгајају их без икакве помоћи, чим храна буде доступна.